# Архимед
Архиме́д (др.-греч. Ἀρχιμήδης; 287—212 годы до н. э.) — древнегреческий учёный и инженер, самый известный математик Античности. Родился и бо́льшую часть жизни прожил в городе Сиракузы на Сицилии.
Сделал множество открытий в области геометрии, предвосхитил многие идеи математического анализа. Заложил основы механики, гидростатики, был автором ряда важных изобретений. С именем Архимеда связаны многие математические понятия.
Наиболее известно приближение числа π (22/7), которое называется Архимедовым числом. Кроме того, его имя носят граф, ещё одно число, копула, аксиома, спираль, тело, закон и другие.
Работы учёного использовали в своих сочинениях всемирно известные математики и физики XVI—XVII веков, такие как Иоганн Кеплер, Галилео Галилей, Рене Декарт и Пьер Ферма. Согласно современным оценкам, открытия Архимеда стали основой для дальнейшего развития математики в 1550—1650-х годах.
С жизнью Архимеда связаны несколько легенд. Широкую известность получил рассказ о том, как Архимед сумел определить, сделана ли корона царя Гиерона полностью из золота, выданного царём для этого заказа, или нанятый ювелир сжульничал, подмешав в расплав серебро. Размышляя о поставленной задаче, Архимед пришёл в баню и, погружаясь в ванну, обратил внимание на поведение уровня воды. В этот момент его осенила идея о приложении вытесняемого объёма к весу, которая легла в основу гидростатики. С криком «Эврика!» Архимед выскочил из ванны и голым побежал к царю. Сравнив объёмы воды, вытесненные короной и слитком золота равного с ней веса, учёный доказал обман ювелира. Согласно другой легенде, благодаря открытию теории рычага и созданию полиспаста Архимед смог в одиночку сдвинуть с места огромный корабль при перевозке его по суше на катках. Ошеломлённым соотечественникам учёный сказал, что, будь у него точка опоры, он бы перевернул Землю.
Во время штурма Сиракуз римлянами созданные Архимедом устройства привели к поражению целой армии, которая атаковала город с моря и суши. Римляне, надеявшиеся быстро захватить город, были вынуждены отказаться от первоначального плана и перешли к осаде. Через два года город захватили благодаря изменнику. Во время штурма Архимед был убит.
Сведения о жизни Архимеда оставили нам Полибий, Тит Ливий, Цицерон, Плутарх, Витрувий, Диодор Сицилийский и другие. Почти все они жили на много лет позже описываемых событий, и достоверность этих сведений оценить трудно.

## Биография

### Детство и обучение в Александрии
Архимед родился в Сиракузах — греческой колонии на острове Сицилия в 287 году до н. э. Отцом Архимеда предположительно был математик и астроном Фидий. По мнению историка С. Я. Лурье, семья Архимеда на момент его рождения была небогатой. Отец не смог обеспечить сыну всестороннее образование, в основе которого в то время были занятия философией и литературой. Фидий смог обучить Архимеда только тому, что знал сам, а именно математическим наукам. По сообщению Плутарха, Архимед был родственником будущего тирана, а затем и царя Сиракуз, Гиерона, который в то время был одним из граждан города.
Гиерон участвовал в Пирровой войне (280—275 годы до н. э.), на стороне греков против римлян. Во время боевых действий он отличился, стал одним из военачальников, и, вскоре после ухода Пирра в Грецию, смог захватить власть в Сиракузах. Это отразилось и на материальном благополучии семьи Гиерона. Молодой Архимед получил возможность отправиться в один из главных научных центров Античности — Александрию.
Учёные, к кругу которых примкнул Архимед, группировались вокруг Александрийского мусейона. В состав мусейона входила знаменитая Александрийская библиотека, в которой было собрано более 700 тысяч рукописей. По-видимому, именно здесь Архимед познакомился с трудами Демокрита, Евдокса и других геометров, о которых он упоминал в своих сочинениях.
В Александрии Архимед познакомился и подружился со знаменитыми учёными: астрономом Кононом, разносторонним учёным Эратосфеном из Кирены, с которыми потом переписывался до конца их жизни. Архимед называл Конона своим другом, а две свои работы «Метод механических теорем» и «Задача о быках» снабдил введениями, адресованными Эратосфену. После смерти Конона (ок. 220 года до н. э.) Архимед активно продолжал переписываться с его учеником Досифеем, и многие трактаты Архимеда последних лет начинаются словами: «Архимед приветствует Досифея».

### Жизнь в Сиракузах
По окончании обучения Архимед вернулся на Сицилию. Молодой учёный не имел желания делать карьеру придворного. Как родственнику сиракузского царя ему были обеспечены соответствующие условия жизни. Гиерон лояльно относился к «чудачествам» своего родственника. В отличие от Архимеда, которого интересовала наука как таковая, царь Сиракуз искал возможности её практического применения. Именно он, возможно играя на честолюбии Архимеда, убедил того создать механизмы и машины, работа которых завораживала современников и во многом принесла всемирную славу своему создателю. Уже при жизни Архимеда вокруг его имени создавались легенды, поводом для которых служили его поразительные изобретения, производившие ошеломляющее действие на современников.
Широкую известность получил рассказ, описанный у Витрувия, о том, как Архимед сумел определить, сделана ли корона царя Гиерона из чистого золота, или ювелир подмешал туда значительное количество серебра. По весу корона соответствовала количеству отпущенного на её изготовление благородного металла. После доноса о том, что часть золота заменили серебром, царь приказал Архимеду определить истину. Учёный как-то случайно пришёл в баню, опустился в ванну и увидел, как из неё вытекает вода. Согласно легенде в этот момент его осенила идея, лёгшая в основу гидростатики. С криком «Эврика!» Архимед выскочил из ванны и голым побежал к царю. Автор легенды не учёл, что Гиерон II жил в укреплённой резиденции на острове Ортигия вне Сиракуз и, соответственно, Архимед физически не мог прибежать к нему из городской бани. Архимед попросил сделать два слитка из серебра и золота, равных по весу короне. Затем он наполнил водой до краёв некую ёмкость, в которую последовательно погружал слитки и корону. Вынимая предмет из воды, он доливал в ёмкость определённое количество жидкости из мерного сосуда. Корона вытеснила больший объём воды, чем равный ей по весу золотой слиток. Таким образом Архимед доказал обман ювелира. Учёные подчёркивают, что решение задачи определения удельного веса тел, путём измерения их объёма погружением в жидкость, не требовало открытия принципов гидростатики, вошедших в науку под названием «закона Архимеда».
Согласно другой легенде, приведённой у Плутарха, Архимед написал Гиерону, что сможет сдвинуть любой груз. Также он добавил, что будь в его распоряжении другая земля, на которую можно было бы встать, он сдвинул бы с места и нашу. Для проверки утверждений Архимеда на берег вытащили трёхмачтовое грузовое судно. Его трюм наполнили кладью и посадили на корму команду матросов. Архимед сел поодаль и начал вытягивать пропущенный через систему блоков (полиспаст) и прикреплённый к кораблю канат. Судно начало двигаться, «так ровно и медленно, словно плыло по морю». По другой, описанной у Афинея, версии речь шла о корабле «Сиракузия», который впоследствии подарили египетскому фараону Птолемею III Эвергету. Когда огромное по античным меркам судно было построено, царь распорядился спустить его на воду, чтобы там завершить остальные работы. О том, как это сделать, было много споров. Задачу решил Архимед, который вместе с немногочисленными помощниками сумел сдвинуть огромный корабль с места, изготовив систему сложных блоков с лебёдками. В современных интерпретациях крылатая фраза Архимеда звучала, как др.-греч. Δός μοι πᾷ στῶ καὶ τὰν γᾶν κινήσω («Дай мне, где стать, и Землю поверну», в другом варианте: «Дайте мне точку опоры, и я переверну Землю»).

### Оборона Сиракуз
Инженерный гений Архимеда с особой силой проявился во время осады Сиракуз римлянами в 214—212 годах до н. э. в ходе Второй Пунической войны. Городом с 215 года до н. э. правил Гиероним, внук Гиерона II. Он поддержал в войне Карфаген, и римские войска двинулись на Сиракузы. Гиеронима свергли через 13 месяцев после прихода к власти. Пришедшие ему на смену военачальники продолжили войну с Римом. Подробное описание осады Сиракуз римским полководцем Марцеллом и участия Архимеда в обороне содержится в сочинениях Плутарха и Диодора Сицилийского.
После того, как римская армия подошла к Сиракузам, ими был выработан следующий план штурма города. Аппию Клавдию Пульхру было поручено наступление на суше. Его войску следовало подойти к крепостной стене, которая окружала «большие Сиракузы» вместе с предместьями, именуемыми Эпиполами. Одновременно римский флот под командованием Марка Клавдия Марцелла должен был напасть на нижнюю часть города — Акрадину. Римляне предполагали быстро занять Сиракузы.
Когда римляне напали на город с двух сторон, жители Сиракуз растерялись. В этот момент в ход пустили сконструированные Архимедом машины. Они забрасывали римские войска на суше тяжёлыми камнями. На вражеские суда стали опускаться укреплённые на стенах брусья. Они либо топили корабли силой своего толчка, либо захватывали их крючьями и поднимали за нос над водой. Затем «когти Архимеда» раскручивали римские галеры и швыряли их об утёсы у подножья городской стены. «Нередко взору открывалось ужасное зрелище: поднятый высоко над морем корабль раскачивался в разные стороны до тех пор, пока все до последнего человека не оказывались сброшенными за борт или разнесёнными в клочья, а опустевшее судно разбивалось о стену или снова падало на воду, когда железные челюсти разжимались». Римский полководец предполагал, что восемь судов, несущие высокую башню «самбуку», смогут подойти к стенам. Затем, согласно плану Марцелла, легионеры по башне должны были проникнуть в город. Однако несколько удачно выпущенных катапультами камней «весом в десять талантов» (около 250 кг) смогли её разрушить. После этого Марцелл приказал отступить. На военном совете римляне предположили, что защитные орудия Сиракуз действуют только на дальние расстояние, а вблизи неэффективны. Ночью римляне совершили ещё одну неудачную попытку захватить город. Незаметно они проникли под городские стены, где были встречены скорпионами и другими машинами, разящими короткими стрелами через предварительно приготовленные в городской стене отверстия. В 2005 году были проведены несколько экспериментов с целью проверить правдивость описания этого «сверхоружия древности», получившего название «коготь Архимеда»; построенная конструкция показала свою полную работоспособность.
Римляне вынуждены были отказаться от мысли взять город штурмом и перешли к осаде. Знаменитый историк древности Полибий писал: «Такова чудесная сила одного человека, одного дарования, умело направленного на какое-либо дело… римляне могли бы быстро овладеть городом, если бы кто-либо изъял из среды сиракузян одного старца. Но так как этот один был среди сиракузян, они не дерзали нападать на город».
По одной из легенд, впервые описанной у Диодора Сицилийского, когда римский флот, потерпев поражение, отошёл на безопасное и недосягаемое для камней катапульт расстояние, Архимед задействовал ещё одно из своих изобретений — «Зеркала Архимеда». Он установил большое зеркало, в которое направил лучи из других зеркал поменьше. Отражённый луч смог поджечь и уничтожить римские корабли. Достоверность данной легенды больше занимала физиков, нежели историков. Рене Декарт и Иоганн Кеплер отвергали возможность поджога при помощи солнечного луча на большом расстоянии. Эксперименты для проверки легенды неоднократно проводили и в Новейшее время. 

### Смерть
Осенью 212 года до н. э. Сиракузы были взяты римлянами. Это произошло во время праздника Артемиды, когда охранники были пьяны. Один из охранников открыл врагу потайной ход в стене. Во время штурма города Архимед был убит. Рассказ о смерти Архимеда от рук римлян в античных источниках существует в нескольких версиях. Римские авторы Тит Ливий и Плиний Старший, признавая злодеяние, совершённое соотечественниками, пишут о том, что это произошло случайно и в суматохе. Также они подчёркивают недовольство Марцелла, который якобы приказал не убивать Архимеда во время штурма.
Греки по национальности Диодор Сицилийский и Плутарх, жившие во времена владычества Рима, представляют захватчиков Сиракуз необразованными, далёкими от науки и даже трусливыми солдатами, занятыми грабежом. Жестокость войск Марцелла даже разбирали в сенате, на котором военачальника оправдали. Когда через 2 года Марцеллу поручили вновь поехать в Сицилию, присутствовавшие в Риме жители острова облачились в траурные одежды и стали ходить по домам сенаторов, говоря, что если Марцелл вернётся на их родной остров, то все островитяне покинут свои дома. Согласно Диодору Сицилийскому, некий легионер схватил Архимеда. Тогда учёный воскликнул: «Быстро, кто-нибудь, подайте одну из моих машин!» Римский солдат испугался, решив, что относительно него хотят применить какое-то очередное открытие Архимеда, и зарубил 75-летнего старика мечом. Плутарх приводит три существовавших версии о гибели сиракузского учёного. По одной из них римский солдат, согласно приказу, схватил Архимеда и хотел отвести его к Марцеллу. Однако пленник наотрез отказывался следовать к главнокомандующему римской армией, так как должен был решить некую математическую задачу. Тогда возмущённый солдат убил Архимеда. По другой, описанной у Плутарха, версии Архимед перед гибелью просил солдата немного обождать, чтобы задача, которой он был на тот момент занят, получила решение. И по третьей плутарховой версии Архимед сам отправился к Марцеллу со своими математическими приборами. Легионеры решили, что старик несёт что-то ценное, и убили его с целью грабежа. Оба автора подчёркивают, что главнокомандующий римской армией Марцелл был опечален случившимся.
Ещё одну версию приводит византийский филолог XII века Иоанн Цец (Chiliad, книга II). В разгар боя 75-летний Архимед сидел на пороге своего дома, углублённо размышляя над чертежами, сделанными им прямо на дорожном песке. В это время пробегавший мимо римский воин наступил на чертёж, и возмущённый учёный бросился на римлянина с криком: «Не тронь моих чертежей!» (по другой версии «кругов»). Солдат остановился и хладнокровно зарубил старика мечом.
Цицерон, бывший квестором на Сицилии в 75 году до н. э., писал в «Тускуланских беседах», что ему спустя 137 лет после смерти Архимеда удалось обнаружить полуразрушенную могилу учёного. На ней, как и завещал Архимед, было изображение шара, вписанного в цилиндр.
Подлинные обстоятельства смерти Архимеда, а также истинная реакция Марцелла на это событие остаются невыясненными. Приведённые легенды античных авторов однозначно свидетельствуют, что учёного убили во время волны грабежей и убийств сразу после взятия Сиракуз римлянами. Не исключено, что Марцелл демонстрировал скорбь и даже распорядился отдать почести убитому. Римляне нуждались в поддержке греков, и им было крайне невыгодно предстать в роли убийц и насильников, истребляющих лучших представителей эллинской цивилизации. Как бы то ни было, первое время в Сиракузах было небезопасно вспоминать своего гениального соотечественника.

## Научная деятельность

### Математика

#### Математический анализ
Работы Архимеда относились почти ко всем областям математики того времени: ему принадлежат исследования по геометрии, арифметике, алгебре. Он нашёл все полуправильные многогранники, которые теперь носят его имя, значительно развил учение о конических сечениях, дал геометрический способ решения кубических уравнений вида {\displaystyle x^{2}(a\pm x)=b}, корни которых он находил с помощью пересечения параболы и гиперболы. Архимед провёл и полное исследование этих уравнений, то есть нашёл, при каких условиях они будут иметь действительные положительные различные корни и при каких корни будут совпадать.
Однако главные математические достижения Архимеда касаются проблем, которые сейчас относят к области математического анализа. Греки до Архимеда сумели определить площади многоугольников и круга, объём призмы и цилиндра, пирамиды и конуса. Но только Архимед нашёл гораздо более общий метод вычисления площадей или объёмов; для этого он усовершенствовал и виртуозно применял метод исчерпывания Евдокса Книдского. В своей работе «Послание к Эратосфену о методе» (иногда называемой «Метод механических теорем») он использовал бесконечно малые для вычисления объёмов. Идеи Архимеда легли впоследствии в основу интегрального исчисления.
В сочинении «Квадратура параболы» Архимед доказал, что площадь сегмента параболы, отсекаемого от неё прямой, составляет 4/3 от площади вписанного в этот сегмент треугольника (см. рисунок). Для доказательства Архимед подсчитал сумму бесконечного ряда:
{\displaystyle \sum _{n=0}^{\infty }{\frac {1}{4^{n}}}=1+{\frac {1}{4^{1}}}+{\frac {1}{4^{2}}}+{\frac {1}{4^{3}}}+\cdots ={4 \over 3}}
Каждое слагаемое ряда — это общая площадь треугольников, вписанных в неохваченную предыдущими членами ряда часть сегмента параболы.
В математике, естественных науках и технике очень важно уметь находить наибольшие и наименьшие значения изменяющихся величин — их экстремумы. Например, как среди цилиндров, вписанных в шар, найти цилиндр, имеющий наибольший объём? Все такие задачи в настоящее время могут быть решены с помощью дифференциального исчисления. Архимед первым увидел связь этих задач с проблемами определения касательных и показал, как решать задачи на экстремумы.

#### Геометрия
Архимед сумел установить, что объёмы конуса и шара, вписанных в цилиндр, и самого цилиндра соотносятся как 1:2:3. Лучшим своим достижением он, согласно Цицерону, считал определение поверхности и объёма шара — задача, которую до него никто решить не мог. Архимед просил выбить на своей могиле шар, вписанный в цилиндр.
Помимо перечисленного, Архимед вычислил площадь поверхности для сегмента шара и витка открытой им «спирали Архимеда», определил объёмы сегментов шара, эллипсоида, параболоида и двуполостного гиперболоида вращения.
Следующая задача относится к геометрии кривых. Пусть дана некоторая кривая линия. Как определить касательную в любой её точке? Или, если переложить эту проблему на язык физики, пусть нам известен путь некоторого тела в каждый момент времени. Как определить скорость его в любой точке? Первый общий метод решения этой задачи был найден Архимедом. Этот метод впоследствии лёг в основу дифференциального исчисления.
Огромное значение для развития математики имело вычисленное Архимедом отношение длины окружности к диаметру. В работе «Об измерении круга» Архимед дал своё знаменитое приближение для числа {\displaystyle \pi }: «архимедово число» {\displaystyle 3{\frac {1}{7}}}. Более того, он сумел оценить точность этого приближения: {\displaystyle 3{\frac {10}{71}}<\pi <3{\frac {1}{7}}}. Для доказательства он построил для круга вписанный и описанный 96-угольники и вычислил длины их сторон. Он также доказал, что площадь круга равна {\displaystyle \pi } (числу пи), умноженному на квадрат радиуса круга ({\displaystyle \pi r^{2}}).
- Утверждение: «Все 3 высоты треугольника пересекаются в одной точке», называемой теперь ортоцентром, часть историков приписывают Архимеду и называют его теоремой Архимеда[48]. Ортоцентр впервые в греческой математике использован в «Книге лемм» Архимеда, хотя явного доказательства существования ортоцентра Архимед не привёл. Тем не менее до середины XIX века ортоцентр нередко называли архимедовой точкой[49].
- Архимеду также приписывают лемму Архимеда.

#### Аксиома Архимеда
В работе «О шаре и цилиндре» Архимед постулирует, что любая величина при её добавлении к себе достаточное число раз превысит любую заданную величину. Это свойство — аксиома Архимеда, включаемая сейчас в аксиоматику вещественных чисел. Она утверждает следующее:
Если имеются две величины, {\displaystyle a} и {\displaystyle b}, и {\displaystyle a} меньше {\displaystyle b}, то, взяв {\displaystyle a} слагаемым достаточное количество раз, можно превзойти {\displaystyle b}:

#### Наименование больших чисел
В не дошедшем до нас «послании к Зевксиппу» Архимедом была предложена система именования больших чисел, для которых греческая система счисления была не приспособлена. Система Архимеда позволяла давать имена числам вплоть до числа {\displaystyle 10^{8\cdot 10^{16}}}.
Эту систему он использует в трактате Псаммит, где он опровергал мнение, что песчинок в мире больше, чем самое большое число, которое может быть названо. Архимед, предположив, что маковое зёрнышко может содержать не больше одной мириады песчинок, показал, что если под «миром» понимать сферу с центром в Земле и радиусом до Солнца, как было принято в геоцентрической модели того времени, то в мире не может поместиться более {\displaystyle 10^{51}} песчинок. Если же принять гелиоцентрическую модель его современника Аристарха и считать «миром» сферу неподвижных звёзд (радиус которой, как предположил Архимед, превышает расстояние до Солнца, во столько же раз, во сколько расстояние до Солнца превышает радиус Земли), то число песчинок будет не более чем {\displaystyle 10^{63}}. Это гораздо меньше самого большого числа, которое можно назвать в системе Архимеда.
Альтернативную систему наименования больших чисел предложил Аполлоний Пергский в своей работе «Быстросчёт» (др.-греч. Ὠκυτόκιον). Вероятно, в связи с полемикой Архимеда с Аполлонием (или Эратосфеном) появилась «Задача о быках», в решении которой встречаются большие числа.

### Механика

#### Теория рычага и определение центра тяжести
В течение многих веков основой механики была изложенная в труде Архимеда «О равновесии плоских фигур» теория рычага. В основе этой теории лежат следующие постулаты:
1. Равные тяжести на равных длинах уравновешиваются, на неравных же длинах не уравновешиваются, но перевешивают тяжести на большей длине;
2. Если при равновесии тяжестей на каких-нибудь длинах к одной из тяжестей будет что-нибудь прибавлено, то они не будут уравновешиваться, но перевесит та тяжесть, к которой было прибавлено;
3. Точно так же если от одной из тяжестей будет отнято что-нибудь, то они не будут уравновешиваться, но перевесит та тяжесть, от которой не было отнято.

На основании этих постулатов Архимед сформулировал закон рычага следующим образом: «Соизмеримые величины уравновешиваются на длинах, которые будут обратно пропорциональны тяжестям. Если величины будут несоизмеримы, то они точно так же уравновесятся на длинах, которые обратно пропорциональны этим величинам».
В том же труде центр тяжести тела определяется Архимедом как «некоторая расположенная внутри него [тела] точка — такая, что если за неё мысленно подвесить тело, то оно остаётся в покое и сохраняет первоначальное положение». Также им были описаны принципы расчёта центра тяжести треугольника, параллелограмма, трапеции, сегмента параболы, криволинейной трапеции, боковые стороны которой являются дугами парабол.
Изложенные Архимедом принципы работы рычагов и понятие центра тяжести практически в неизменном виде используются и сегодня.
Архимед прославился многими механическими конструкциями. Рычаг был известен и до него, но лишь Архимед изложил его полную теорию и успешно её применял на практике. Плутарх сообщает, что Архимед построил в порту Сиракуз немало блочно-рычажных механизмов для облегчения подъёма и транспортировки тяжёлых грузов. В легенде о том, как Архимед движением руки начал двигать корабль, современники видят работу не рычага, а полиспаста или многоступенчатого редуктора, которые сумел создать древнегреческий сиракузский учёный.

#### Архимедов винт
Большая часть открытий Архимеда связана с потребностями его родного города Сиракузы. Древнегреческий писатель Афиней (II—III века н. э.) описал, как царь Гиерон II поручил учёному спроектировать громадный по античным меркам корабль «Сиракузия». Судно предполагали использовать во время увеселительных путешествий, а также для перевозки грузов и солдат. По современным оценкам роскошный корабль, отделанный драгоценными камнями и слоновой костью, имел длину около 100 метров и мог перевозить до 5 тысяч человек.
Согласно Афинею, на корабле были сад, гимнасий и даже посвящённый Афродите храм. Предполагалось, что такое судно будет давать течь. Разработанный Архимедом винт позволял выкачивать воду всего лишь одному человеку.
Это устройство представляло собой вращающийся внутри цилиндра винт с косым направлением витков резьбы, что представлено на анимационной картинке. Строение архимедова винта дошло до нас из трудов римского архитектора и механика I века до н. э. Витрувия. Несмотря на кажущуюся простоту, данное изобретение позволило решить поставленную перед учёным проблему. Его впоследствии стали применять в самых различных отраслях народного хозяйства и промышленности, в том числе и для перекачки жидкостей и сыпучих твёрдых веществ, таких как уголь и зерно. Первенство Архимеда в его открытии оспаривается. Возможно, архимедов винт представляет собой несколько модифицированную систему водяного насоса, который использовали при орошении построенных задолго до корабля «Сиракузия» висячих садов Семирамиды в Вавилоне.

### Гидростатика
Родной город Архимеда Сиракузы был портовым. Вопросы плавучести тел в нём ежедневно решались на практике судостроителями и мореплавателями. Существует легенда о том, что закон Архимеда был открыт благодаря практической задаче о содержании примесей в золоте, из которого изготовили корону Гиерона II. Однако задача, поставленная царём Сиракуз, требовала лишь знания объёмов короны и золота того же веса. Использование закона гидростатики, получившего название «закона Архимеда», при её решении не требовалось.
Сочинение «О плавающих телах» состоит из двух частей. В первой, вступительной, даётся описание основных положений, во второй рассматриваются вопросы равновесия плавающего в жидкости тела (на примере параболоида вращения).
Аксиома, из которой выводятся остальные умозаключения в сочинении Архимеда, звучала следующим образом: «жидкость имеет такую природу, что из её частиц, расположенных на одинаковом уровне и прилежащих друг к другу, менее сдавленные выталкиваются более сдавленными и что каждая из частиц сдавливается жидкостью, находящейся над ней по отвесу, если только жидкость не заключена в каком-нибудь сосуде и не сдавливается чем-нибудь другим». Далее он формулирует утверждение «Поверхность всякой жидкости, установившейся неподвижно, будет иметь форму шара, центр которого совпадает с центром Земли». Таким образом античный учёный считал Землю шаром, а поверхность Мирового океана сферической.
Путём логических рассуждений, а также на основе их подтверждения в экспериментах, Архимед пришёл к выводам, что более лёгкое относительно воды тело погружается до тех пор, пока вес жидкости в объёме погрузившейся части не станет равным весу всего тела. Исходя из этого, он пишет утверждения, содержащие формулировки названного в его честь закона гидростатики: «Тела более лёгкие, чем жидкость, опущенные в эту жидкость насильственно, будут выталкиваться вверх с силой, равной тому весу, на который жидкость, имеющая равный объём с телом, будет тяжелее этого тела» и «Тела более тяжёлые, чем жидкость, опущенные в эту жидкость, будут погружаться, пока не дойдут до самого низа, и в жидкости станут легче на величину веса жидкости в объёме, равном объёму погружённого тела».
В Большой российской энциклопедии закон Архимеда звучит следующим образом: «На всякое тело, погружённое в жидкость (или газ), действует со стороны этой жидкости (газа) поддерживающая сила, равная весу вытесненной телом жидкости (газа), направленная вверх и проходящая через центр тяжести вытесненной жидкости».

### Оптика
Кроме математики и механики Архимед уделял внимание и оптике. Он написал объёмный труд «Катоптрика», который до сегодняшнего дня не сохранился. В позднем пересказе из сочинения уцелела единственная теорема, в которой учёный доказывал, что при отражении луча угол отражения света равен углу его падения на зеркало.
Из отрывков трудов античных авторов можно сделать вывод о том, что Архимед хорошо знал зажигательные свойства вогнутых зеркал, проводил опыты по преломлению света, исследовал свойства изображений в вогнутых, плоских и выпуклых зеркалах.
С научными работами Архимеда по оптике связана легенда о поджоге римского флота во время осады Сиракуз.

### Астрономия
До сегодняшнего дня дошли сведения о трёх астрономических работах учёного. В сочинении «Псаммит» Архимед задался вопросом о размере Вселенной. Ипполит Римский (170—230-е годы н. э.) в приписываемом ему трактате «Обличение всех ересей» приводит расстояния между планетами, взятые из какой-то из утерянных ныне работ Архимеда. Возможно, метод определения расстояний основан на разновидности гео-гелиоцентрической системы мира, в которой непосредственно вокруг Земли обращались Луна, Солнце, Юпитер и Сатурн, тогда как Меркурий, Венера и Марс обращались вокруг Солнца. Также сохранились четыре упоминания о своеобразном планетарии или «небесном глобусе», сконструированном Архимедом.
В «Псаммите» он экспериментальным путём нашёл угловой диаметр Солнца — от 27′ до 32′55′′. Истинное значение показателя составляет 31′28′′—32′37′′. То есть, как подчёркивают современные авторы, Архимеду удалось впервые определить данную величину.
Архимед построил планетарий или «небесную сферу», при движении которой можно было наблюдать движение пяти планет, восход Солнца и Луны, фазы и затмения Луны, исчезновение обоих тел за линией горизонта. Занимался проблемой определения расстояний до планет; предположительно в основе его вычислений лежала система мира с центром в Земле, но планетами Меркурием, Венерой и Марсом, обращающимися вокруг Солнца и вместе с ним — вокруг Земли. В своём сочинении «Псаммит» донёс информацию о гелиоцентрической системе мира Аристарха Самосского.
Сведения о некоем «небесном глобусе», который наглядно изображал систему мира с Землёй в центре, вокруг которой вращаются Солнце, Луна и планеты, содержатся в нескольких античных источниках. Цицерон, в пересказе, передаёт слова Гая Сульпиция Галла, который якобы видел в доме Марцелла устройство, сконструированное Архимедом, и привезённое завоевателем Сиракуз в качестве трофея. Одновременно он говорит о более известной «другой сфере Архимеда», которую Марцелл передал в храм Доблести. Это устройство упоминали Овидий, Лактанций и Клавдий Клавдиан.
Обращает на себя внимание, что Клавдиан описывает работу «небесного глобуса» через 6 веков после смерти Архимеда. Все из перечисленных авторов изумлены и восхищены данным устройством. «Если в мире это [движение планет] не может совершиться без бога, то и в сфере своей Архимед не мог бы воспроизвести это без божественного вдохновения», — резюмирует описание архимедова шара Цицерон.

## Сочинения и вклад в развитие науки

### Сочинения
Архимед за свою жизнь написал множество научных трудов. В период античности не было создано «Корпуса работ Архимеда». Оставшиеся после него сочинения были частично утрачены в Средние века, некоторые дошли до наших дней благодаря арабским переводам. Изучение наследия сиракузского учёного продолжается и в XXI веке. Так, пергаментный кодекс «палимпсест Архимеда» был обнаружен лишь в XX веке и содержал неизвестные науке ранее труды. О существовании некоторых работ возможно судить исключительно из научных трудов античных и средневековых авторов, живших значительно позднее Архимеда.
Наиболее полное собрание сочинений сохранившихся на 1970-е годы работ Архимеда включает 19 трактатов. Их перечисление, в том числе и не вошедшего в собрание, приведено в том порядке, в котором они расположены в указанном источнике:
1. трактат из двух частей «О шаре и цилиндре» (др.-греч. περὶ σφαίρας καὶ κυλίνδρου). В нём Архимед доказал, что площадь любой сферы радиуса r в четыре раза превышает площадь её наибольшего круга (в современных обозначениях S=4πr²); объём шара равен двум третям того цилиндра, в который он вписан, что с учётом объёма цилиндра приводит к получению формулы объёма шара {\displaystyle {4 \over 3}}πr³[43]. Там же приводится аксиома Архимеда[77];
2. «Измерение круга[англ.]» (др.-греч. κύκλου μέτρησις) в дошедшем до нас виде представляет сочинение из трёх теорем. Первая даёт описание определения площади круга как произведения полупериметра на радиус. Третья выводит отношение между длиной окружности и диаметром, известное как число {\displaystyle \pi }. Вторая, которую следовало бы поместить после третьей, приводит классический метод вычисления площади круга[47][43];
3. «О коноидах и сфероидах[англ.]» (др.-греч. περὶ κωνοειδέων καὶ σφαιροειδέων) — первое произведение среди всей мировой математической литературы, в котором рассматриваются поверхности второго порядка. Основной задачей, решение которой Архимед приводит в сочинении, является определение объёмов сегментов параболоида, гиперболоида и эллипсоида вращения[45][43][46];
4. трактат «О спиралях[англ.]» (др.-греч. περὶ ἑλίκων) написан позже двухтомника «О шаре и цилиндре» и до сочинения «О коноидах и сфероидах[англ.]». Тема трактата была предложена Архимеду Кононом. Сиракузский учёный описывает множество свойств спирали, которая представляет линию, соединяющую местоположения точки, движущейся с одинаковой скоростью вдоль прямой линии, которая сама вращается с постоянной скоростью вокруг фиксированной точки. Полученную кривую называют архимедовой спиралью[44][43];
5. трактат «О равновесии плоских фигур[англ.]» (др.-греч. περὶ ἰσορροπιῶν) состоит из двух книг, в которых выводится закон равновесия рычага; доказывается, что центр тяжести плоского треугольника находится в точке пересечения его медиан; находятся центры тяжести параллелограмма, трапеции и параболического сегмента. Большая часть книги по мнению современников не является подлинной и состоит из поздних дополнений[43];
6. «Псаммит» (др.-греч. ψαμμίτης, в дословном переводе «О счислении песчинок»). Он стал одним из последних сочинений Архимеда. Его суть изложена в подразделе «Астрономия» статьи;
7. в «Квадратуре параболы» (др.-греч. τετραγωνισμὸς παραβολῆς) обосновывается, что площадь сегмента параболы равна {\displaystyle {4 \over 3}} вписанного в неё треугольника. Трактат является первым из нескольких посланий Досифею, написанным вскоре после смерти Конона (около 220 года до н. э.)[78][43];
8. произведение «О плавающих телах[англ.]» (др.-греч. περὶ τῶν ὀχουμένων) относится к числу поздних сочинений Архимеда, возможно, представляя собой последнее из них. В XIII веке некий Вильгельм из Мербека перевёл текст с греческого на латынь для Фомы Аквинского. Греческий оригинал не сохранился, в отличие от перевода, который хранится в Ватиканской библиотеке. Качество перевода было низким в связи с отсутствием у переводчика необходимых математических познаний. В 1905 году сочинение, точнее его ¾, обнаружили в Палимпсесте Архимеда. Недостающую часть в палимпсесте дополнили по переводу XIII века[79];
9. «Стомахион» (др.-греч. στομάχιον) был обнаружен в начале XX века в палимпсесте и посвящён древнегреческой головоломке, состоящей в составлении квадрата из многоугольников, на которые он был вначале разрезан. Задача состоит в сборке квадрата из 14 его частей, среди которых 1 пятиугольник, 2 четырёхугольника и 11 треугольников[80];
10. трактат «Послание к Эратосфену о механическом методе[англ.]» (др.-греч. πρὸς Ἐρατοσθένην ἔφοδος), или «Эфод», также обнаружен в начале XX века. Он описывает процесс открытий в математике. Это единственное античное произведение, затрагивающее данную тему[43].
11. в трактате «Задача о быках» (др.-греч. πρόβλημα βοεικόν) Архимед ставит задачу, приводимую к уравнению Пелля. Эта работа была обнаружена Готхольдом Эфраимом Лессингом в греческой рукописи, состоящей из стихотворения в 44 строки, в библиотеке герцога Августа в Вольфенбюттеле в Германии. Текст задачи был опубликован в издании «Beiträge zur Geschichte und Litteratur» в Брауншвейге в 1773 году. Авторство Архимеда у антиковедов не вызывает сомнений, так как и по стилю, и по характеру трактат соответствует математическим эпиграммам той эпохи. Задача о быках авторства Архимеда упоминается в одном из античных схолиев к диалогу Платона «Хармид, или О благоразумии». Она адресована Эратосфену и математикам Александрии. Архимед ставит им задачу подсчитать количество голов скота в стаде Гелиоса. Полное решение задачи было впервые опубликовано только в 1880 году[81][82];
Третий том указанного собрания сочинений включает сочинения Архимеда, сохранившиеся благодаря переводам арабских учёных, а именно[76]:
12. трактаты «О касающихся кругах»[76] и
13. «О началах геометрии» сохранились в рукописи арабского математика Сабит ибн Курра (836—901), хранящейся в библиотеке города Патна в Индии. Их издали в 1940 году в Хайдарабаде[76];
14. «Книга лемм» сохранилась в виде арабской обработки и её латинского перевода. Историю книги можно представить так. Арабский математик Сабит ибн Курра перевёл ряд принадлежащих Архимеду текстов. Затем через столетие персидский математик из Багдада Абу Сахль аль-Кухи систематизировал перевод предшественника. Ещё через полвека третий учёный Ан-Насави написал комментарии, а затем четвёртый, чьё имя достоверно не известно, сократил получившийся текст. Латинский перевод арабского текста, отстоящего от Архимеда четырьмя переработками, был опубликован в 1659 году. В книге приведены сведения о проблеме трисекции угла, а также способ определения площади салинона[83];
15. «Книга о построении круга, разделённого на семь равных частей» состоит из трёх трактатов: «О свойствах прямоугольных треугольников», «О кругах» и «О построении правильного семиугольника». Они также сохранились до наших дней благодаря арабской рукописи[76];
16. «Нахождение высоты и площади треугольника по его сторонам» сохранился благодаря переводу средневекового персидского учёного Аль-Бируни[76];
17. «Трактат о построении около шара телесной фигуры с четырнадцатью основаниями»[84];
18. «Часы Архимеда»[76];
19. трактат «О параллельных линиях» в переработке Сабита ибн Курры «Книга о том, что две линии, проведённые под углами, меньшими двух прямых, встречаются», как указывают рецензенты, не приведён в указанном собрании сочинений. По их мнению, включение этого трактата в сборник наследия Архимеда оправдано так же, как и приведённые трактаты, дошедшие до наших дней исключительно в переводе и обработке средневековых арабских учёных[76].

### Вклад в развитие науки
В связи с масштабами и новаторством достижений Архимеда в математике, влияние его работ на развитие науки в Античности оказалось скромным. Современники Архимеда использовали лишь наиболее простые для понимания результаты его трудов, как то: формулы для вычисления окружности и площади круга, объёма шара с применением приближения Архимеда для числа π, равного 22/7.
Человечество дважды вновь «открывало» Архимеда, и дважды учёные делали попытки продвинуться в своих открытиях дальше. Первый раз это произошло на арабском Востоке. В Средние века часть трактатов Архимеда перевели на арабский язык. Достижения античного учёного оказали влияние на развитие математики исламского Средневековья, в частности на определение объёмов тел вращения, центров тяжести сложных геометрических конструкций. Несмотря на то, что Сабит ибн Курра, Ибн аль-Хайсам и учёные их школ овладели методом верхних и нижних сумм и даже вычислили несколько новых интегралов, далеко они не продвинулись. Их достижения лишь несколько дополнили открытия Архимеда.
Но наибольшее влияние работы Архимеда оказали на математиков Европы в XVI—XVII веках. Результаты его работ использовали в своих сочинениях такие всемирно известные математики и физики, как Иоганн Кеплер (1571—1630), Галилео Галилей (1564—1642), Рене Декарт (1596—1650), Пьер Ферма (1601—1665), Исаак Ньютон (1642—1727), Готфрид Вильгельм Лейбниц (1646—1716) и др.
Первые печатные издания сборников уцелевших трудов Архимеда датированы XVI веком. Они представляют собой перепечатку манускрипта, который по имени владельца в XV столетии носит название «манускрипта Валла». В нём были записаны лишь 7 (в списке сочинений с первого по седьмой) произведений Архимеда. В 1544 году в Базеле опубликовали Editio Princeps, содержавшие архимедовы трактаты на древнегреческом. В 1558 году появились печатные латинские переводы Федерико Командино. Именно их использовали Иоганн Кеплер и Галилео Галилей. Рене Декарт и Пьер Ферма при написании своих работ брали сведения из другого перевода трактатов Архимеда на латынь 1615 года, выполненного Давидом Риво.
В 1675 году в Лондоне увидел свет латинский перевод трудов Архимеда, выполненный И. Барроу. Его особенностью стали вольные трактовки. Переводчик посчитал возможным, не придерживаясь оригинала, излагать положения трудов античного учёного своими словами, сокращать либо заменять своими приводимые доказательства.
В 1676 году Джон Валлис опубликовал подлинный греческий текст «Псаммита» и «Измерения круга» с комментариями Евдокия, новым латинским переводом и своими примечаниями. Этот английский математик так охарактеризовал важность и значение трудов Архимеда: «Муж поразительной проницательности, он заложил первоосновы почти всех открытий, развитием которых гордится наш век». Одновременно он предугадал, что у Архимеда был метод решений, который тот скрыл от потомков. С его точки зрения, значительно большую пользу для развития науки принесло бы описание метода решений, а не описание самих решений. В то время, когда Валлис «выговаривал» Архимеду, не был найден «Эфод», в котором сиракузский учёный писал: «Я счёл уместным в этой книге изложить мой метод… полезный и для доказательства теорем… Легче найти строгое доказательство после того, как при помощи этого метода приобретена ориентировка в вопросах… Теоремы, которые я сейчас публикую, я нашёл прежде при помощи этого метода, и я решил письменно изложить его… потому что, как я убеждён, я оказываю этим немаловажную услугу математике: многие из моих современников или последователей, ознакомившись с этим методом, будут в состоянии находить новые теоремы, до которых я ещё не додумался». К сожалению, «Эфод» был обнаружен лишь в начале XX века, когда изложенные в нём сведения для развития математической науки стали неактуальными, а представляли лишь исторический интерес.
На русский язык сочинения Архимеда впервые перевели в 1823 году.
Имя великого мыслителя получила философская метафора архимедова точка — точка зрения «снаружи», из которой можно увидеть, возможно, объективную или «истинную» картину чего-либо. Может иметься ввиду взгляд на время извне времени, взгляд на науку с какой-то другой позиции, взгляд на пространственную реальность из ниоткуда. 
Рене Декарт в «Размышлениях о первой философии» писал:

Архимед, чтобы перенести весь земной шар с одного места, которое он занимал, на другое, требовал только точки, которая была бы твердой и неподвижной; так и я буду иметь право питать самые высокие ожидания, если мне посчастливится открыть лишь одну вещь, которая является достоверной и несомненной.

## Память
В математике и физике
С именем Архимеда связаны многие математические понятия, некоторые из них устарели, другие используются по сегодняшний день.
Например, существуют архимедовы граф, число, копула, аксиома, спираль, тело, закон и другие.
Лейбниц писал: «Внимательно читая сочинения Архимеда, перестаёшь удивляться всем новым открытиям геометров».
Открытый в 2004 году музей математики во Флоренции получил название «Сад Архимеда» (итал. Il Giardino Di Archimede).
В технике
Именем Архимеда назвали один из первых винтовых пароходов «Архимед», заложенный в 1838 году и спущенный на воду в 1839 году в Великобритании. Также в 1848 году на воду спустили первый русский винтовой пароход «Архимед». Его судьба оказалась печальной. Осенью 1850 года он разбился у датского острова Борнхольм. Кроме ряда объектов, а также компьютерных программ, названных в честь Архимеда, в профессиональной среде инженеров обсуждается идея «Клятвы Архимеда». Предполагается, что её следует приносить молодым инженерам по окончании учебного заведения и перед получением диплома.
В художественной литературе
- Один из рассказов сборника «Книга апокрифов[чеш.]» классика чешской литературы Карела Чапека носит название «Смерть Архимеда». Автор утверждает, что дело обстояло совершенно не так, как утверждалось ранее. Согласно повествованию Чапека, в дом к Архимеду приходит центурион Люций. Между ним и Архимедом происходит диалог, в ходе которого римлянин пытается убедить учёного перейти на сторону Рима. Во время разговора с Люцием Архимед произносит «Осторожно, не сотри моих кругов». Рассказ заканчивается: «Несколько позже было официально объявлено, что известный учёный Архимед погиб в результате несчастного случая». В апокрифе речь идёт не о свободе учёного от политики, а о несовместимости культуры и агрессивного милитаризма. Сюжет рассказа был навеян предвоенной обстановкой в Чехословакии в 1938 году, а также нападками коллаборационистов на самого писателя за его нежелание идти на сотрудничество с нацистами[97].
- Первый опубликованный рассказ популярного советского детского писателя Юрия Сотника, вышедший в свет в 1939 г., называется «„Архимед“ Вовки Грушина». Его заглавный герой — школьник Вовка, — вообразив себя гениальным изобретателем, пренебрегает учёбой, считая, что школьные знания ему ни к чему. Из-за своего невежества он едва не погибает при испытании «изобретённой» им «подводной лодки», которой «не надо никакого топлива». Сработанное его руками судно, опустившись на дно, отказалось с него подниматься, и пришлось ребятам из пионерлагеря срочно спасать «подводника». На суше выяснилось, что спасённый не только не имеет понятия о законе Архимеда, именем которого назвал своё детище, но и принимает великого учёного, с которым знаком лишь по гипсовому бюсту, за знаменитого полководца. Этот рассказ, как и другие произведения Сотника, написанный с юмором и при этом поучительный, многократно переиздавался, в том числе в составе книг «Золотой библиотеки», которая выпускалась издательством «Детская литература».[98] Стоит также отметить познавательную ценность истории с малолетним горе-изобретателем. Мальчик, случайно толкнув этажерку и поймав на лету падающий бюстик Архимеда, высказывает предположение, что это «наверное, какой-нибудь знаменитый человек», узнаёт его имя и самонадеянно заявляет: «Вот увидите, это имя благодаря мне станет дважды знаменитым». После чего даёт (по иронии судьбы, весьма уместно) имя «Архимед» плавсредству. При дальнейшем развитии событий юные читатели, из которых многие еще не знакомы с законом Архимеда, получают некоторое представление о нём и его значении для практики, а заодно убеждаются в необходимости подобных знаний.

В кино
- 1914 — Кабирия (Cabiria) — итальянский художественный фильм, режиссёр Джованни Пастроне, Архимеда играет Энрико Джемелли;
- 1960 — «Осада Сиракуз»[англ.] (L’assedio di Siracusa) — итальянский художественный фильм, режиссёр Пьетро Франчиши, Архимеда играет Россано Брацци;
- 1972 — «Коля, Оля и Архимед», советский мультфильм, режиссёр Юрий Прытков; Архимеда озвучил Алексей Грибов.
- 2023 — «Индиана Джонс и Колесо судьбы», режиссёр — Джеймс Мэнголд, Архимеда играет Насер Мемарзиа.

В астрономии
В честь Архимеда названы:
- кратер Архимед (29,7° N, 4,0° W) и горная цепь Montes Archimedes (25,3° N, 4,6° W) на Луне[99][100];
- астероид (3600) Архимед, открыт 26 сентября 1978 года Л. В. Журавлёвой в Крымской астрофизической обсерватории, название присвоено 4 июня 1993 года[101][102].

## Тексты и переводы
На русском языке
- Архимедовы теоремы, Андреем Таккветом, езуитом, выбранные и Георгием Петром Домкино сокращенные… / Пер. с лат. И. Сатарова. — СПб., 1745. — С. 287—457.
- Архимеда Две книги о шаре и цилиндре, измерение круга и леммы / Пер. Ф. Петрушевского. — СПб., 1823. — 240 с.
- Архимеда Псаммит, или Изчисление песку в пространстве, равном шару неподвижных звёзд / Пер. Ф. Петрушевского. — СПб., 1824. — 95 с.
- Новое сочинение Архимеда. Послание Архимеда к Эратосфену о некоторых теоремах механики : Пер. с нем. — Одесса, 1909. — XVI, 28 с.
- О квадратуре круга (Архимед, Гюйгенс, Ламберт, Лежандр) / Пер. с нем. под ред. С. Н. Бернштейна. — Одесса, 1911. — 156 с. — (Серия «Библиотека классиков точного знания», 3).
  - 3-е изд. — М.-Л.: ОНТИ. 1936. — 235 с. — 5000 экз. — (Серия «Классики естествознания»).
- Архимед. Исчисление песчинок (Псаммит) / Пер. и прим. Г. Н. Попова. — М.-Л.: Гос. техн.-теор. изд., 1932. — 102 с. — (Серия «Классики естествознания»).
- Архимед. Сочинения / Перевод, вступительная статья и комментарии И. Н. Веселовского. Перевод арабских текстов Б. А. Розенфельда. — М.: Государственное издательство физико-математической литературы, 1962. — 640 с. — 4000 экз.

На французском языке
- Издание в серии «Collection Budé»: Archiméde. Oeuvres.
  - T. I: De la sphère et du cylindre. — La Mesure du cercle. — Sur les conoïdes et les sphéroïdes. Texte établi et traduit par Ch. Mugler. 2e tirage 2003. XXX, 488 p.
  - T. II: Des spirales. — De l'équilibre des figures planes. — L’Arénaire. — La Quadrature de la parabole. Texte établi et traduit par Ch. Mugler. 2e tirage 2002. 371 p.
  - T. III: Des corps flottants. — Stomachion. — La Méthode. — Le livre des lemmes. — Le Problème des boeufs. Texte établi et traduit par Ch. Mugler. 2e tirage 2002. 324 p.
  - T. IV: Commentaires d’Eutocius. — Fragments. Texte établi et traduit par Ch. Mugler. 2e tirage 2002. 417 p.